# William L. Laurence

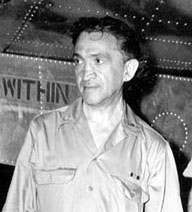
Laurence vor dem Abwurf der Atombomben auf Hiroshima und Nagasaki

William Leonard Laurence (* 7. März 1888 in Litauen; † 19. März 1977 auf Mallorca) war ein US-amerikanischer Journalist litauischer Herkunft.

## Arbeit als Journalist
Laurence arbeitete hauptsächlich für The New York Times. Er war der einzige Journalist (und zivile Beobachter überhaupt), der mit Genehmigung der US-Regierung als Augenzeuge am Manhattan-Projekt teilnahm. Da er auch als einziger Journalist die Atombombenabwürfe auf Hiroshima und Nagasaki bezeugte, erhielt er umgangssprachlich den Spitznamen Atomic Bill. Im Laufe seiner Karriere erhielt er zweimal den Pulitzer-Preis (1937 und 1946). Laurence veröffentlichte mehrere Bücher, darunter den Bestseller: Die Geschichte der Atombombe.

## Veröffentlichungen
- Dawn over zero. The story of the atomic bomb. Knopf, New York 1946. (deutsch als: Dämmerung über Punkt Null. Die Geschichte der Atombombe. List, München und Leipzig 1948)
- We are not helpless. How we can defend ourselves against atomic weapons. New York 1950.
- The hell bomb. Knopf, New York 1951. (deutsch als: Wasserstoffbomben. Herstellung. Militär. Einsatz. Ihre Rolle in der Weltpolitik. Metzner, Frankfurt a. M. 1951)
- Men and atoms. The discovery, the uses, and the future of atomic energy. Simon and Schuster, New York 1959. (deutsch als: Menschen und Atome. List, München 1961)